# Ramón Biosca
Ramón Biosca fou un músic espanyol que va viure entre els segles xviii i xix. Va ser mestre de capella del convent de les Descalces Reials de Madrid. Publicà: Breve resumen y efecto de los caracteres musicales para uso de los principiantes (Madrid, 1807).